# Leptocentrus madli
Leptocentrus madli är en insektsart som beskrevs av Boulard 1995. Leptocentrus madli ingår i släktet Leptocentrus och familjen hornstritar. Inga underarter finns listade i Catalogue of Life.